# Paullinia bernhardii
Paullinia bernhardii är en kinesträdsväxtart som beskrevs av Uitt.. Paullinia bernhardii ingår i släktet Paullinia och familjen kinesträdsväxter. Inga underarter finns listade i Catalogue of Life.